# Alabama (popolo)
Gli Alabama (o alibamu) sono una tribù di nativi americani degli Stati Uniti, originaria dell'odierno Stato di Alabama, a cui ha dato il nome.
Dopo essere stata trasferita in Texas nel corso del XIX secolo, si è unita alla tribù coushatta (Koasati) per diventare l'attuale tribù alabama-coushatta, pur conservando la lingua, quella alabama.